# パチスロケロット2
パチスロ「ケロット2」 (KELOT2) は、2011年10月に山佐から発売されたパチスロ（5号機）。2009年に発売したパチスロ「ケロット」の後継機種である。

## 概要
前作同様、ビッグボーナスとレギュラーボーナスだけで出玉を増やすシンプルなゲーム性である。天井も存在しない。ボーナスの獲得枚数や小役重複、基本的な演出など前作を踏襲している。ビッグボーナス中の技術介入も同じ(14枚役を1度揃え、残りを15枚で揃えれば(逆押しをすれば必ず15枚で揃う)最大335枚獲得できる。)。以下前作と異なる点を記す。
- 液晶のステージが増加し、演出のパターンが増えた。BETボタンを使った演出もある。
- ボーナスとの重複の可能性があるオレンジの出現確率が高くなった代わりに獲得枚数がダウンしている。
- 新たに1枚役が搭載され、ボーナスとの重複が期待できる。
- リール停止時演出として山佐が多くの台で採用しているリールがバウンドしながら止まるバウンドストップが搭載された。ボーナスやボーナス重複小役の期待がもてる。
- 前作はビッグボーナスは赤7か白7の3つ揃いだけであったが、今作は赤7-赤7-白7と白7-白7-赤7のパターンが増えた。獲得できる枚数は4種類とも同じ。
- ボーナス確定時に液晶でボーナスの種類が表示されるが、右リールの揃えるべき図柄だけ少し遅れて表示し、期待感を煽る。(これはパチスロ「ケロット」〜スウィートver.〜で採用されていた。)